# 大阪 - 新見・三次線

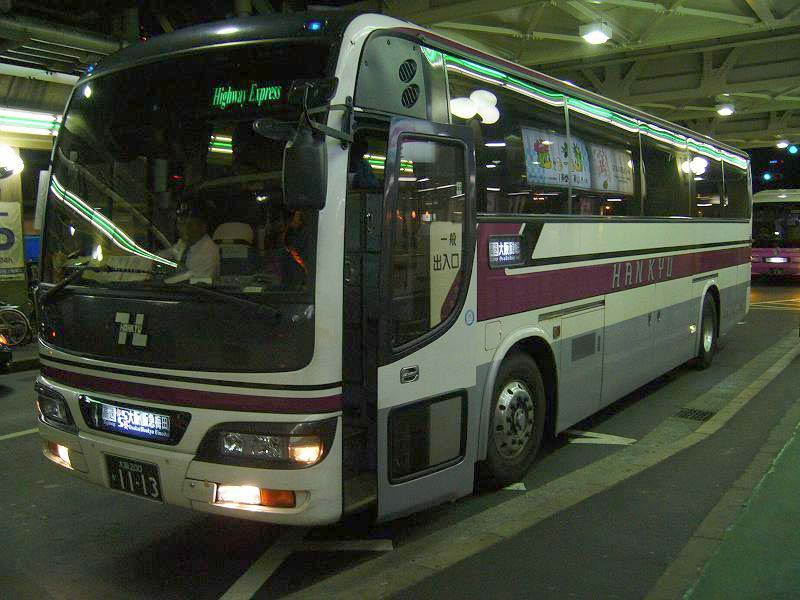
大阪-新見線（阪急バス）

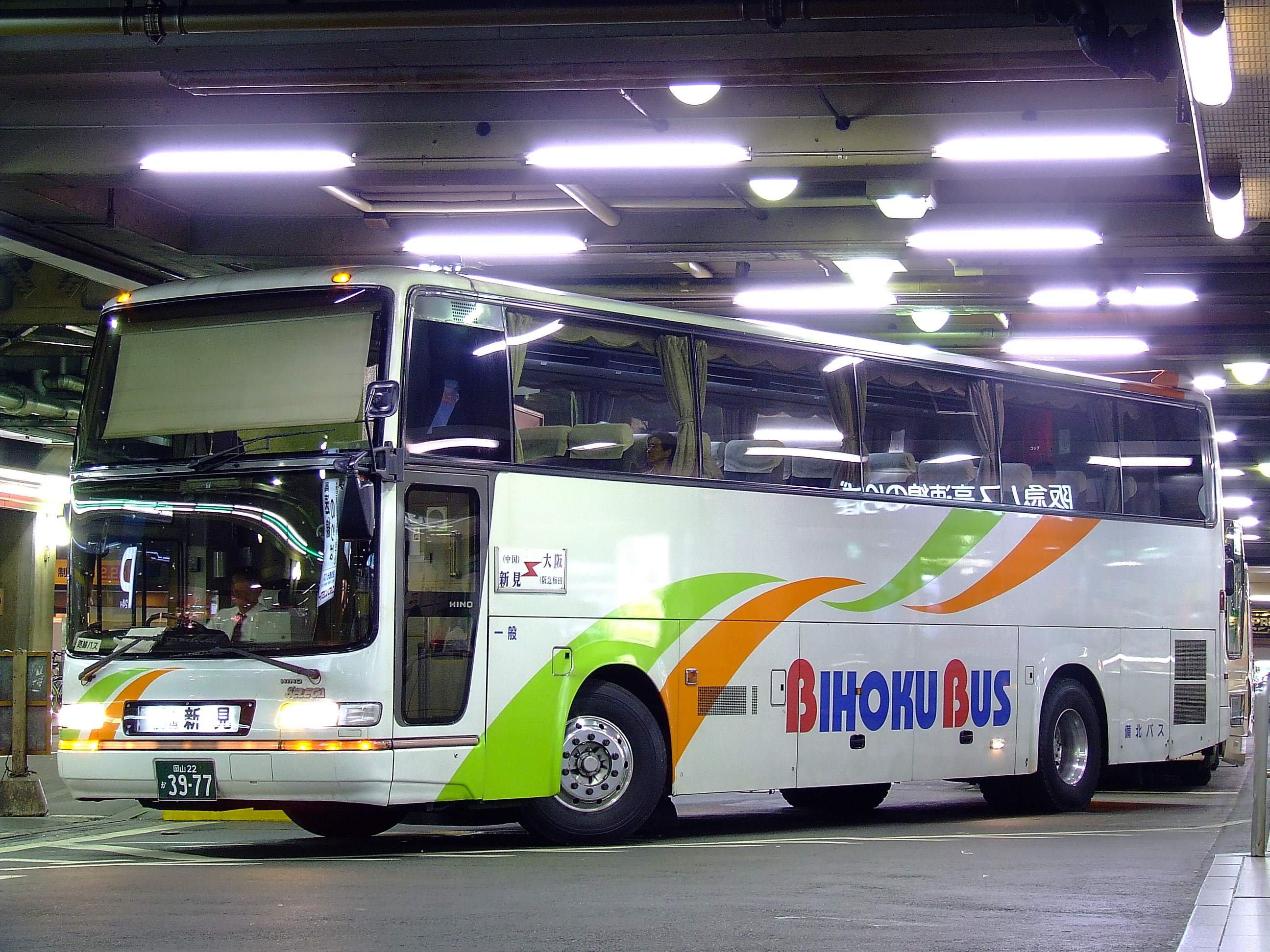
大阪-新見線（備北バス）

大阪 - 新見・三次線（おおさか - にいみ・みよしせん）は大阪府大阪市・吹田市・兵庫県宝塚市・西宮市と岡山県真庭市・新見市・広島県庄原市・三次市を結ぶ高速バスである。
なお、中国バスでは『みよしワインライナー』の名称で運行している。1990年代初期の同社のパンフレットでは『中国ハイウェイバス』と呼称していた。
全便座席指定制のため、乗車には予約が必要。ただし、中国バス運行便については広島県内のみの利用に限り自由席で、予約は不要（かつて運行されていた広島電鉄担当便も同様だった）。
2020年10月以降、全便運休中。

## 歴史
- 1981年7月7日 大阪 - 新見線 運行開始。
- 1984年5月1日 4往復中の1往復が東城へ、1往復が三次まで運行開始[1]
- 1984年5月20日 中国バス・広島電鉄が参入。新大阪 - 三次車庫（中国バス）・加計営業所・千代田営業所（以上広島電鉄）間運行開始。
- 1991年7月25日 大阪 - 新見線　阪急バスから備北バスに運行変更。
- 1996年4月1日 中国バス・広島電鉄は阪急梅田乗り入れ中止し、新大阪止めに戻る。また、広島電鉄は加計までの運行から、安佐営業所発着に短縮。（阪急梅田、加計までの乗り入れは前日の3月31日を最終運行日とする）
- 1997年4月1日 備北バスは、落合インターから分岐し岡山道を経て中国川上へ向かう系統を新設。（1999年7月1日より運行休止）。
- 1998年1月10日 真庭リバーサイドホテルへの停車を開始（阪急バス運行便のみ）。
- 2000年10月21日 広島電鉄が運行していた新大阪 - 安佐（飯室）線を廃止。
  - これに伴い、1往復分のダイヤは中国バスが引き継ぎ三次まで運転。
  - のちに、三次以西に停車する大阪線のバスとして中国ジェイアールバス運行の「浜田道エクスプレス大阪号」が運転開始されたが、この路線とは停車停留所が異なる。（高宮・美土里→高田インター、千代田出張所→千代田インター、広島北インター・安佐営業所周辺には乗り入れない。なお、2016年より三次インターにも停車している。）
- 2006年12月22日 旧・中国バスの事業廃止により、同社担当便を新・中国バス（両備ホールディングスの100%子会社）に移管。
- 2007年9月7日 真庭リバーサイドホテルへの停車を廃止。
- 2008年12月21日 大阪⇔湯原温泉（阪急バス・中鉄北部バス）廃止に伴い、同路線が停車していた津山北・院庄インター・久米・中国追分に、大阪 - 中国新見・三次系統（阪急バス・備北バス）が停車を開始。
- 2010年2月1日 広島側の予約受付業務を、備北交通観光課三次営業所から中国バス高速予約センター（福山市）に移管。
- 2012年4月1日 この日より落合サンプラザ前停留所を新設、西宮名塩・神郷の各停留所を廃止。
- 2014年4月1日 消費税転回による運賃改定。中国バス便の巴橋停留所の停車を廃止。
- 2015年5月18日 JR三次駅前に乗り入れ開始。
- 2016年2月1日　中国バス便が三次（たび館）前への停車を取りやめ。また、中国バスの運行便が3往復→2往復に減少。
- 2017年12月23日 運賃制度変更による運賃改定。
  - 運賃改定にあわせて、中国バス便での東城～帝釈～庄原～和知～三次（たび館）～三次車庫での各停留所間の相互乗降取り扱いを廃止（乗降取り扱いは前日の12月22日まで）。
  - 運賃改定にあわせて、中国バス便での東城～三次車庫間は、大阪行きは乗車専用、三次行きは降車専用に変更。ただし、東城から乗車して三次駅前または三次車庫での降車する場合、ならびに三次車庫または三次駅前から乗車して東城で降車する場合に限って、運賃改定後も乗降扱いを継続。
- 2020年4月13日 - 6月18日（中国バスは7月2日まで）、10月1日 - 新型コロナウイルス蔓延に伴う外出自粛による利用減退のため、全便が運休。
  - 2020年6月19日 - 9月30日までの間は、阪急2往復（三次発着）・備北1往復（新見発着）の体制で運行。うち、7月3日からは中国1往復（三次発着）も加わった。
- 2023年6月1日　阪急バスは運輸局への路線休止届出が認可され、同日より路線休止となる。

## 運行会社
現在
- 阪急バス
- 阪急観光バス
- 備北バス
- 中国バス

過去
- 広島電鉄

## 停車停留所
すべて＜停留所 - 停留所＞でくくられた中での乗降はできない。また中国バス担当便のみ阪急梅田には乗り入れない（一時中国バスや当時運行していた広島電鉄も乗り入れていたが、1996年4月1日に再度新大阪止めに戻る）。
備北バス運行便
＜阪急梅田 - 新大阪 - 千里ニュータウン - 西宮北IC＞ - ＜津山北BS - （この区間の中国道上の各停留所と落合サンプラザ前に停車。） - 新見IC - 中国新見＞
阪急バス・阪急観光バス運行便
＜阪急梅田 - 新大阪 - 千里ニュータウン - 西宮北IC＞ - ＜津山北BS - （この区間の中国道上の各停留所と落合サンプラザ前・中国新見・東城に停車。） - 三次駅 - たび館三次前＞
阪急バス・阪急観光バス運行便のみ、新見IC（降り場側）にて阪急バス・阪急観光バスの乗務員同士で乗務員交代を行っている。近くには備北バス新見営業所がある。
中国バス運行便
＜新大阪 - 千里ニュータウン - 西宮北IC＞ - 東城（中国バス東城出張所前） - ＜帝釈 - 庄原 - 和知BS - 三次駅 -  三次車庫＞
中国バス運行便のみ、東城 - 三次駅・三次車庫間の乗降が可能（この場合、帝釈・庄原・和知BSでの乗降はできない）。

## 運行経路
- 新見線（備北バス）
  - 大阪市北区内（梅田） - 大阪市淀川区内（新大阪） - 国道423号 - 大阪府道2号大阪中央環状線 - 中国池田IC - 中国自動車道 - 新見IC - 国道180号 - 新見市内
- 新見・三次線（阪急バス・阪急観光バス）
  - 大阪市北区内（梅田） - 大阪市淀川区内（新大阪） - 国道423号 - 大阪府道2号大阪中央環状線 - 中国池田IC - 中国自動車道 - 落合IC - 国道313号 - 真庭市（落合地域）内 - 国道313号 - 落合IC - 中国自動車道 - 新見IC - 国道180号 - 新見市内 - 国道180号 - 新見IC - 中国自動車道 - 東城IC - 庄原市（東城地域）内 - 東城IC - 中国自動車道 - 三次IC - 国道375号 - 三次市内
- 三次線（中国バス）
  - 大阪市淀川区内（新大阪） - 国道423号 - 大阪府道2号大阪中央環状線 - 中国池田IC - 中国自動車道 - 東城IC - 庄原市（東城地域）内 - 東城IC - 中国自動車道 - 三次IC - 国道375号 - 三次市内